# Marie Bagger Bohn
Marie Bagger Bohn (dawniej jako Marie Rasmussen, ur. 1 listopada 1972 w Ringkøbing) – duńska lekkoatletka specjalizująca się w skoku o tyczce.

## Osiągnięcia
- liczne lokaty na podium podczas zawodów I i II ligi Pucharu Europy
- 8. miejsce na igrzyskach olimpijskich (Sydney 2000)
- 13-krotna mistrzyni[1] i 10-krotna rekordzistka Danii

## Rekordy życiowe
- skok o tyczce (stadion) – 4,35 (2000) do 2012 rekord Danii
- skok o tyczce (hala) – 4,23 (2002)